# The Ultimate Fighter: Team Nogueira vs. Team Mir Finale
The Ultimate Fighter: Team Nogueira vs. Team Mir Finale（ジ・アルティメット・ファイター：チーム・ノゲイラ・ヴァーサス・チーム・ミア・フィナーレ、別名The Ultimate Fighter 8 Finale）は、アメリカ合衆国の総合格闘技団体「UFC」の大会の一つ。本大会はリアリティ番組「The Ultimate Fighter」シーズン8のフィナーレとして、2008年12月13日、ネバダ州ラスベガスのザ・パールで開催された。

## 大会概要
シーズン8の決勝戦が行われ、セミファイナルのライトヘビー級トーナメント決勝戦ではライアン・ベイダーがヴィニシウス・マガリャエスを下し優勝。メインイベントのライト級トーナメント決勝戦ではエフレイン・エスクデロがフィリップ・ノヴァーを下し優勝を果たした。
TKO世界ヘビー級王者クシシュトフ・ソシンスキー、キャリア10戦全勝のエフレイン・エスクデロ、7戦全勝のライアン・ベイダーがUFCデビュー。

## 試合結果

### プレリミナリィカード
第1試合 ライト級 5分3R
○  ローランド・デルガド vs.  ジョン・ポラコウスキー ×
1R 2:18 フロントチョーク
第2試合 ライト級 5分3R
○  シェイン・ネルソン vs.  ジョージ・ループ ×
3R終了 判定2-1（29-28、29-28、28-29）
第3試合 ライトヘビー級 5分3R
○  トム・ローラー vs.  カイル・キングスベリー ×
3R終了 判定3-0（29-28、29-28、29-28）
第4試合 ライトヘビー級 5分3R
○  エリオット・マーシャル vs.  ジュールス・ブルーチェス ×
1R 1:27 チョークスリーパー
第5試合 ライトヘビー級 5分3R
○  クシシュトフ・ソシンスキー vs.  シェイン・プリム ×
2R 3:27 チキンウィングアームロック

### メインカード
第6試合 ライト級 5分3R
○  ジュニー・ブラウニング vs.  デイブ・カプラン ×
2R 1:32 腕ひしぎ十字固め
第7試合 キャッチウェイトバウト（189ポンド） 5分3R
○  ウィウソン・ゴヴェイア vs.  ジェイソン・マクドナルド ×
1R 2:18 ギブアップ（グラウンドの肘打ち）
第8試合 ウェルター級 5分3R
○  アンソニー・ジョンソン vs.  ケヴィン・バーンズ ×
3R 0:28 KO（左ハイキック）
第9試合 TUF 8ライトヘビー級トーナメント 決勝戦 5分3R
○  ライアン・ベイダー vs.  ヴィニシウス・マガリャエス ×
1R 2:18 TKO（レフェリーストップ：右フック→パウンド）
※ベイダーがトーナメント優勝。
第10試合 TUF 8ライト級トーナメント 決勝戦 5分3R
○  エフレイン・エスクデロ vs.  フィリップ・ノヴァー ×
3R終了 判定3-0（29-28、29-28、29-28）
※エスクデロがトーナメント優勝。

### 各賞
ファイト・オブ・ザ・ナイト： ジュニー・ブラウニング vs. デイブ・カプラン
ノックアウト・オブ・ザ・ナイト： アンソニー・ジョンソン
サブミッション・オブ・ザ・ナイト： クシシュトフ・ソシンスキー
各選手にはボーナスとして25,000ドルが支給された。